# Rhinanthus minor
La cresta de gallo (Rhinanthus minor) es una planta del género  Rhinanthus de la familia  Orobanchaceae, nativa de Europa  y oeste de Asia.

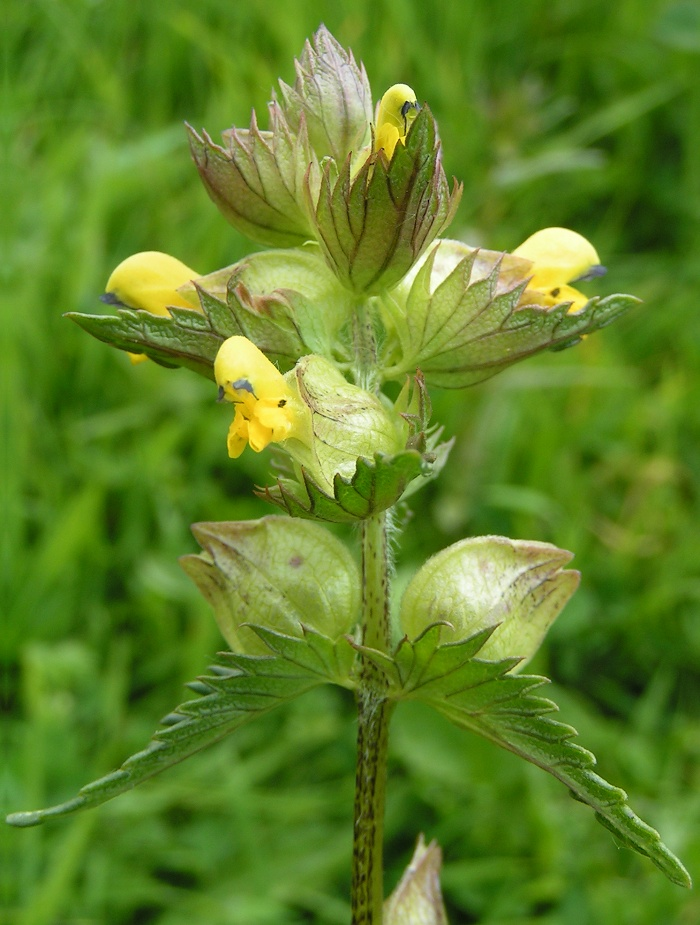
Flores.

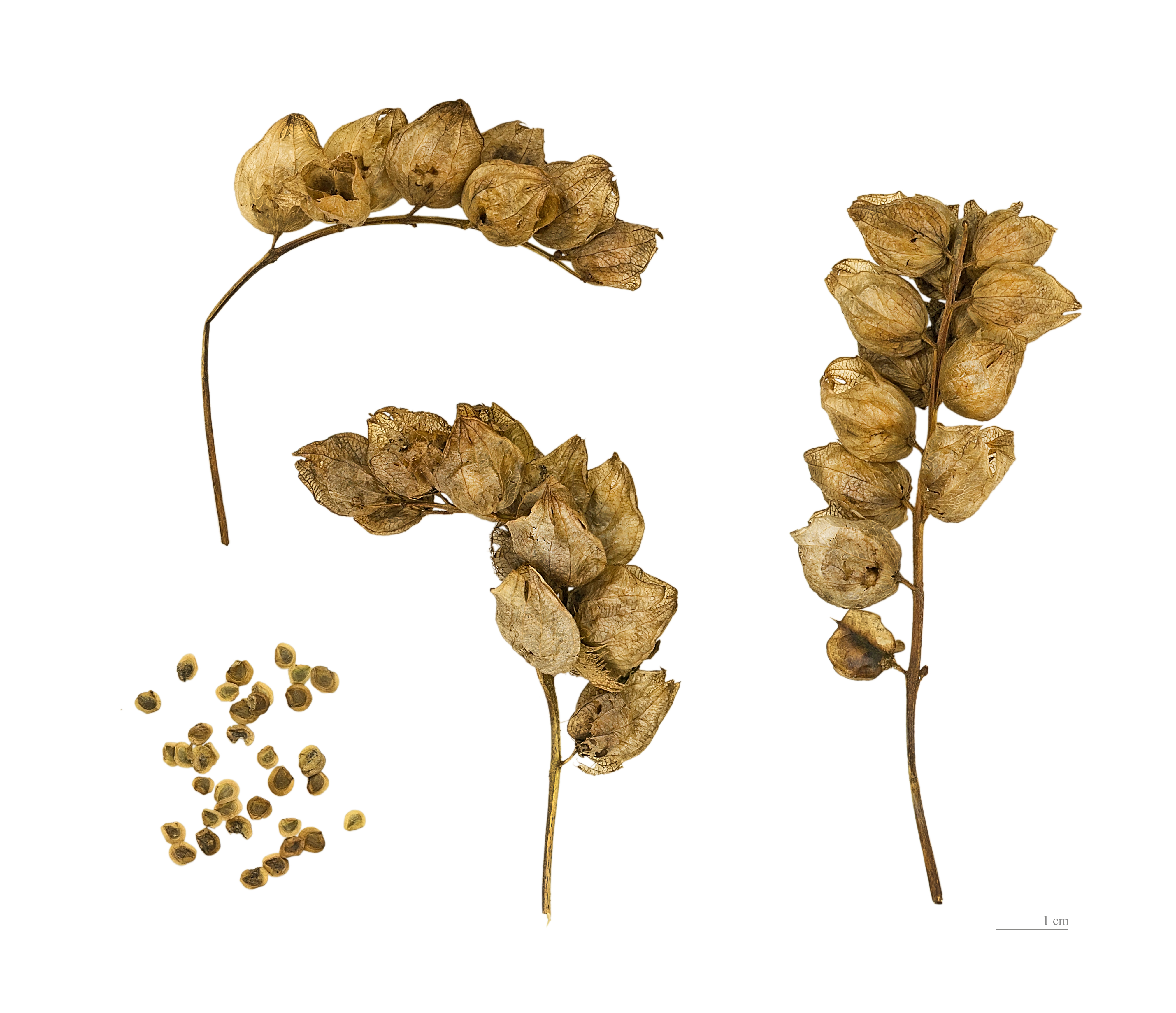
Rhinanthus minor

## Caracteres
Es una especie  anual de 10-50 cm, de hojas oblongas a lineales, dentadas, sentadas. Flores amarillas, de hasta 1,5 cm, bilabiadas, labio superior en forma de casco, labio inferior trilobulado, a menudo con dos dientes morados, en una espiga foliosa laxa, con brácteas triangulares lampiñas. Cáliz hinchado al fructificar, glabro. Especie variable. Florece en primavera y verano. El nombre latino Rhinanthus (flor de nariz) hace alusión a la forma de las flores.

## Hábitat
Habita en prados de siega, lugares herbosos y dunas.